# Microcrambus retuselloides
Microcrambus retuselloides là một loài bướm đêm trong họ Crambidae.